# Pompás dillénia
A pompás dillénia (Dillenia indica) a zárvatermők (Magnoliophyta) törzsébe, ezen belül a dilléniafélék (Dilleniaceae) családjába tartozó növényfaj, amely egyben a Dillenia nemzetség típusfaja is. A fát és gyümölcsét egyaránt gyakran nevezik elefántalma néven.

## Elterjedése
Ázsia trópusi és szubtrópusi régióiban őshonos. Természetes élőhelyei széleskörűek, melyek főleg Dél- és Délkelet-Ázsia országaiban vannak. Ezek közé tartozik India, Banglades, Mianmar, Thaiföld, Malajzia, Indonézia, a Fülöp-szigetek, Vietnám és Laosz. Sokszor folyók mentén megtalálható, ahol a vizes és mocsaras területeken, legtöbbször a hegyvidéki esőerdőkben él. Kedveli a trópusi és szubtrópusi klímát, ahol meleg, nedves, és általában tápanyagban gazdag talajokon fejlődik. Élőhelyét gyakran jellemzi a magas páratartalom, a jó vízelvezetés és az állandó vízellátás. 

## Megjelenése

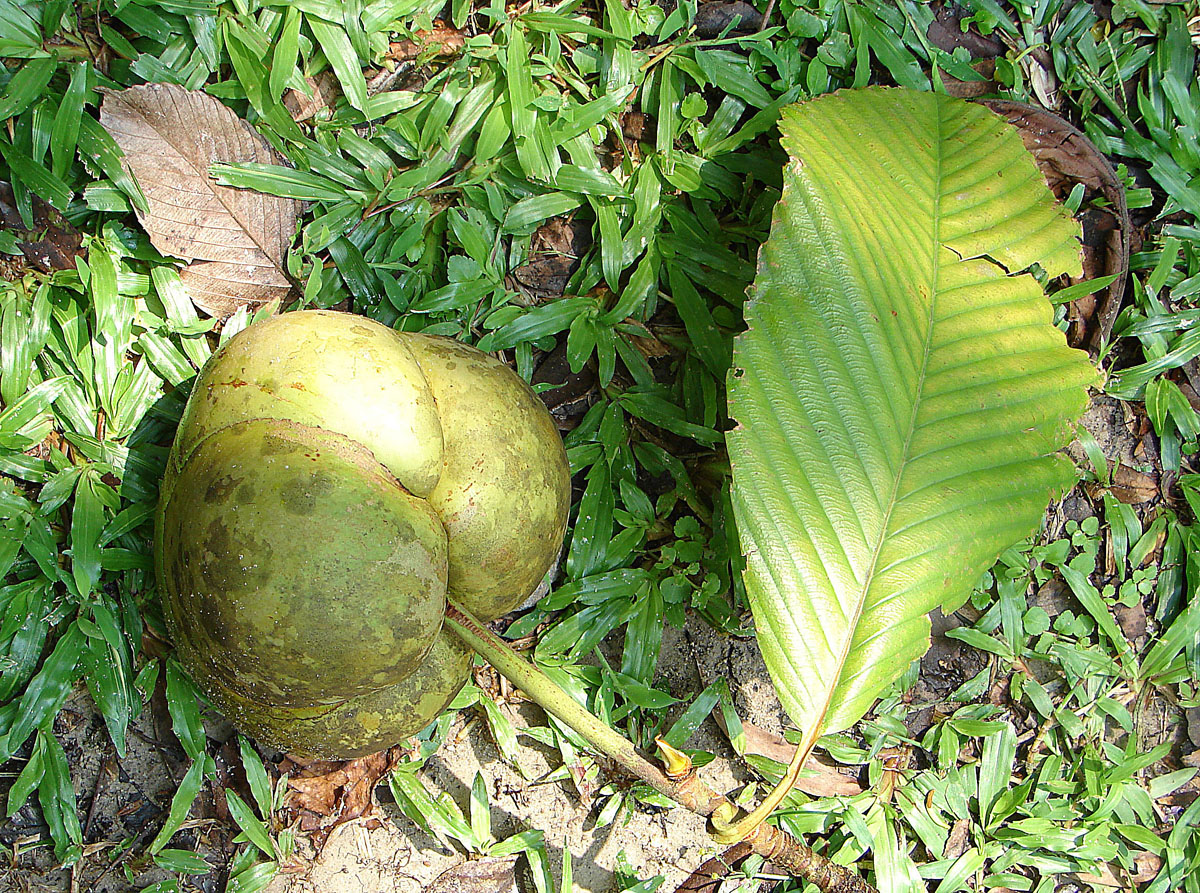
Termése és levele

Örökzöld növény, mely legfeljebb 40 méter magasra nő meg, egy terebélyes és zárt koronájú fa. A kérge narancsbarna színű, sima és pikkelyesen leváló, míg a gyökérzetként palánkgyökeret fejleszt. A levelek szórt állásúak, a felszínen fényesen zöld színűek, fonákukon molyhos. A levelek kemény szövetűek, visszás tojásdad-lándzsás alakúak, röviden kihegyezettek, gyengén vagy enyhén fogazott szélűek, és erőteljesen kiemelkednek a 30-40 oldalérpár között. A levélnyél szőrös és barázdás, hossza pedig 5-10 cm. A virágok nagyok és magányosan fejlődnek erős kocsányon a hajtások csúcsán, átmérőjük pedig 20 cm. A virágtakaró 5 zöld, domború, kerekded, vastag csészelevelet és 5 fehér, zöld erezetű, tojásdad sziromot tartalmaz. 
Termése egyedi, alma alakú és 7-15 cm átmérőjű zöld álbogyó. A virágzás után a csészelevelek megnagyobbodnak és húsossá válnak, alapjuknál vastagságuk akár 3 cm is lehet, és a fejes káposzta leveleihez hasonlóan átfedik egymást. A csészelevelek beburkolják a 12 lapos bab alakú, üveges zöld termőlevelet, amelyek nem nőnek össze. A termőlevelek vékony lemezekként rendeződnek el a vacok körül. Az éréskor a termőlevelek szövete nyálkásan feloldódik, így a lapos magok vizenyős pépben úsznak az üregekben. A magok világos sárgásbarna színűek és körülbelül 7 x 5 mm méretűek. A termés kellemes, almához hasonló illatú.

## Felhasználása

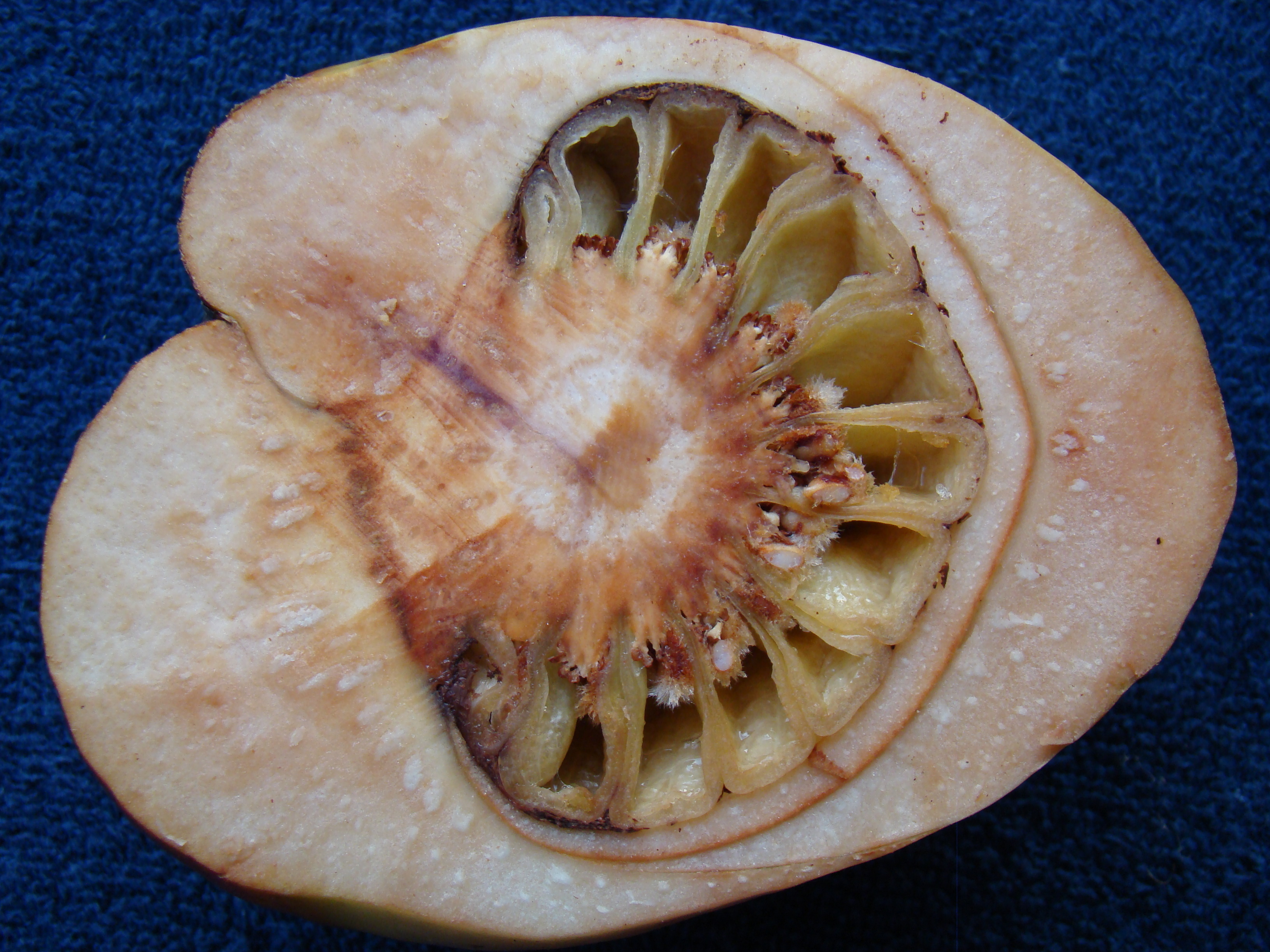
Felvágott elefántalma

Gyökérsarjak vagy magok segítségével szaporítják. Ezeket főzve zöldségként, fűszeres körítésként használják currykhez, édes ételekhez, csatnihoz és mártásokhoz, illetve zselét is készítenek belőlük. A püréjükből vízzel és cukorral ízletes ital készíthető. 
A fa kemény és tartós, így fűrészfának, építőanyagnak és bútorgyártáshoz is használják. A hagyományos gyógyászatban a leveleket kivonatok formájában alkalmazzák a gyulladások és a láz csökkentésére, ezen kívül kérge levelével együtt vérzéscsillapító és hashajtó hatású. Gyakran dísznövényként is termesztik, különösen Dél-Ázsiában. A látványos virágai és a dekoratív termései miatt kertekben és parkokban is gyakran megtalálható.